# Willenhall
Willenhall è una località della contea delle West Midlands, in Inghilterra, già comune fino al 1966.

## Amministrazione

### Gemellaggi

Stemma dell’ex comune

- Drancy, Francia